# Alfons IV. Aragonský
Alfons IV. Aragonský, zvaný Dobrý (2. listopadu 1299, Neapol – 24. ledna 1336, Barcelona), byl v letech 1327 až 1336 aragonským králem a hrabětem z Barcelony (jako Alfons III.). Za jeho vlády se do Aragonské koruny začlenilo hrabství Urgell a vévodství athénské a neopatrijské.

## Život
Alfons se narodil v Neapoli jako druhý syn krále Jakuba II. Aragonského a Blanky z Anjou. V roce 1314 se jako čtrnáctiletý oženil se stejně starou Terezou d'Entença, dědičkou Urgellu. Terezin prastrýc Ermengol X. z Urgellu zemřel bezdětný La Litera; před svou smrtí souhlasil s ustanovením Alfonsa za svého dědice pod podmínkou, že se ožení s jeho nejbližší příbuznou, Terezou. Alfonso byl v té době pouze druhý syn (nikoli dědic) aragonského krále. On i jeho otec ochotně souhlasili s Ermengolovou podmínkou a Alfons se v roce 1314 v katedrále ve městě Lleida oženil s Terezou. Dospívající ženich byl během svatby údajně tak velkorysý ve výdajích, že mu místní rada uložila omezení, kolik může utratit. Alfonso a Tereza se stali rodiči sedmi dětí.
Alfonso se stal dědicem trůnu v prosince 1319, když se jeho starší bratr Jakub vzdal svých práv a stal se mnichem. Během vlády svého otce byl Alfons generálním prokurátorem království a v letech 1323–1324 se ujal dobývání Sardinie.
Alfonsův otec a první manželka Tereza zemřeli oba během několika dní na podzim 1327. Tereza zemřela 20. října 1327 při porodu a Jakub II. zemřel 2. listopadu 1327, načež se stal Alfons králem. V roce 1329 začal dlouhou válku s Janovskou republikou. Město Sassari se Alfonsovi v roce 1323 vzdalo, ale ještě třikrát se vzbouřilo; jeho držení bylo napadeno Janovem, což vedlo k vleklé válce.
V únoru 1329 se třicetiletý vdovec oženil s o osm let mladší Eleonorou Kastilskou (1307–1359), sestrou kastilského krále Alfonse XI. Eleonora byla krátce vdaná za Alfonsova bratra Jakuba. Jakub však odmítl manželství dovršit a tak bylo v období 1319–1320 anulováno. Eleonora následně odešla do kláštera /závoj však nikdy nepřijala) a zůstala neprovdaná. V prosinci 1329 se Alfons a Eleonora radovali z narození syna Ferdinanda, který byl o několik let později následován dalším synem Janem.
Eleonora se snažila prosazovat zájmy svých vlastních malých synů nad zájmy jejího nevlastního syna, infanta Petra, který byl dědicem trůnu. Přesvědčila svého manžela, aby jejím synům poskytl velmi velká a významná území. 28. prosince 1329 Alfons udělil svému novorozenému synovi Ferdinandovi titul markýze z Tortosy a přidělil mu města Albarracín, Orihuela, Callosa d'en Sarrià, Guardamar, Alicante, Monforte, Elda, La Mola, Novelda a Aspe. Také mladší Eleonořin syn Jan dostal jako batole několik panství: Elche, Biel a Bolsa. Tato území spravovala Eleonora, která také obdržela město Huesca a několik dalších vesnic a hradů. Ani to nebylo všechno. Zatímco všechny výše uvedené statky byly poskytnuty z majetku aragonské koruny, král se také snažil propůjčit batoleti Ferdinandovi statky ležící v království Valencie, v tom mu však bylo zabráněno. Když král Ferdinandovi přidělil města Xàtiva, Alzira, Sagunto, Morella, Burriana a Castellón de la Plana, nacházející se všechny ve valencijském království, místní poddaní protestovali, a z toho důvodu se král rozhodl tyto výsady zrušit. Tyto příděly pozemků zmenšovaly územní dědictví koruny a postihovaly hlavně infanta Petra, Alfonsova syna s jeho první manželkou; Petr byl však byla příliš mladý na to, aby jakkoli významně protestoval. Problém však rozrušil dvůr, vytvořil atmosféru nevole a rozdělil šlechtu na dva tábory.
Král Alfons IV. zemřel 24. ledna 1336 ve věku 36 let v Barceloně. Jeho nástupcem se stal teprve šestnáctiletý syn Petr z prvního manželství.

## Potomci
S Terezou d'Entença měl Alfons sedm dětí, z nichž se tři dožily dospělosti:
- Alfons Aragonský (1315–1317)
- Konstancie Aragonská (1318–1346)
- Petr IV. Aragonský (1319–1387)
- Jakub I. z Urgellu (1321–1347)
- Alžběta Aragonská (1323–1327)
- Frederik Aragonský (1325)
- Sancho Aragonský (1327)

S Eleonorou Kastilskou měl dva syny:
- Ferdinand Aragonský (1329–1363)
- Jan Aragonský (1331–1358)

## Vývod z předků
|                      |                      |  |                          |                                 |  |  |  |  |  |  |  | Petr II. Aragonský |
|                      |                      |  |                          |                                 |  |  |  |  |  |  |  |                    |
|                      | Jakub I. Aragonský   |  |                          |                                 |  |  |  |  |  |  |  |                    |
|                      |                      |  |                          |                                 |  |  |  |  |  |  |  |                    |
|                      |                      |  |                          | Marie z Montpellieru            |  |  |  |  |  |  |  |                    |
|                      |                      |  |                          |                                 |  |  |  |  |  |  |  |                    |
|                      | Petr III. Aragonský  |  |                          |                                 |  |  |  |  |  |  |  |                    |
|                      |                      |  |                          |                                 |  |  |  |  |  |  |  |                    |
|                      |                      |  |                          | Ondřej II. Uherský              |  |  |  |  |  |  |  |                    |
|                      |                      |  |                          |                                 |  |  |  |  |  |  |  |                    |
|                      | Jolanda Uherská      |  |                          |                                 |  |  |  |  |  |  |  |                    |
|                      |                      |  |                          |                                 |  |  |  |  |  |  |  |                    |
|                      |                      |  |                          | Jolanda z Courtenay             |  |  |  |  |  |  |  |                    |
|                      |                      |  |                          |                                 |  |  |  |  |  |  |  |                    |
|                      | Jakub II. Aragonský  |  |                          |                                 |  |  |  |  |  |  |  |                    |
|                      |                      |  |                          |                                 |  |  |  |  |  |  |  |                    |
|                      |                      |  |                          | Fridrich II. Štaufský           |  |  |  |  |  |  |  |                    |
|                      |                      |  |                          |                                 |  |  |  |  |  |  |  |                    |
|                      | Manfréd Sicilský     |  |                          |                                 |  |  |  |  |  |  |  |                    |
|                      |                      |  |                          |                                 |  |  |  |  |  |  |  |                    |
|                      |                      |  |                          | Blanka Lancia                   |  |  |  |  |  |  |  |                    |
|                      |                      |  |                          |                                 |  |  |  |  |  |  |  |                    |
|                      | Konstancie Sicilská  |  |                          |                                 |  |  |  |  |  |  |  |                    |
|                      |                      |  |                          |                                 |  |  |  |  |  |  |  |                    |
|                      |                      |  |                          | Amadeus IV. Savojský            |  |  |  |  |  |  |  |                    |
|                      |                      |  |                          |                                 |  |  |  |  |  |  |  |                    |
|                      | Beatrix Savojská     |  |                          |                                 |  |  |  |  |  |  |  |                    |
|                      |                      |  |                          |                                 |  |  |  |  |  |  |  |                    |
|                      |                      |  |                          | Anna Burgundská                 |  |  |  |  |  |  |  |                    |
|                      |                      |  |                          |                                 |  |  |  |  |  |  |  |                    |
| Alfons IV. Aragonský |                      |  |                          |                                 |  |  |  |  |  |  |  |                    |
|                      |                      |  |                          |                                 |  |  |  |  |  |  |  |                    |
|                      |                      |  | Ludvík VIII. Francouzský |                                 |  |  |  |  |  |  |  |                    |
|                      |                      |  |                          |                                 |  |  |  |  |  |  |  |                    |
|                      | Karel I. z Anjou     |  |                          |                                 |  |  |  |  |  |  |  |                    |
|                      |                      |  |                          |                                 |  |  |  |  |  |  |  |                    |
|                      |                      |  |                          | Blanka Kastilská                |  |  |  |  |  |  |  |                    |
|                      |                      |  |                          |                                 |  |  |  |  |  |  |  |                    |
|                      | Karel II. Neapolský  |  |                          |                                 |  |  |  |  |  |  |  |                    |
|                      |                      |  |                          |                                 |  |  |  |  |  |  |  |                    |
|                      |                      |  |                          | Ramon Berenguer V. Provensálský |  |  |  |  |  |  |  |                    |
|                      |                      |  |                          |                                 |  |  |  |  |  |  |  |                    |
|                      | Beatrix Provensálská |  |                          |                                 |  |  |  |  |  |  |  |                    |
|                      |                      |  |                          |                                 |  |  |  |  |  |  |  |                    |
|                      |                      |  |                          | Beatrix Savojská                |  |  |  |  |  |  |  |                    |
|                      |                      |  |                          |                                 |  |  |  |  |  |  |  |                    |
|                      | Blanka z Anjou       |  |                          |                                 |  |  |  |  |  |  |  |                    |
|                      |                      |  |                          |                                 |  |  |  |  |  |  |  |                    |
|                      |                      |  |                          | Béla IV.                        |  |  |  |  |  |  |  |                    |
|                      |                      |  |                          |                                 |  |  |  |  |  |  |  |                    |
|                      | Štěpán V. Uherský    |  |                          |                                 |  |  |  |  |  |  |  |                    |
|                      |                      |  |                          |                                 |  |  |  |  |  |  |  |                    |
|                      |                      |  |                          | Marie Laskarina                 |  |  |  |  |  |  |  |                    |
|                      |                      |  |                          |                                 |  |  |  |  |  |  |  |                    |
|                      | Marie Uherská        |  |                          |                                 |  |  |  |  |  |  |  |                    |
|                      |                      |  |                          |                                 |  |  |  |  |  |  |  |                    |
|                      |                      |  |                          | Kuthen                          |  |  |  |  |  |  |  |                    |
|                      |                      |  |                          |                                 |  |  |  |  |  |  |  |                    |
|                      | Alžběta Kumánská     |  |                          |                                 |  |  |  |  |  |  |  |                    |
|                      |                      |  |                          |                                 |  |  |  |  |  |  |  |                    |
|                      |                      |  |                          |                                 |  |  |  |  |  |  |  |                    |
|                      |                      |  |                          |                                 |  |  |  |  |  |  |  |                    |